# Bulughan
Bulughan, död 1307, var en kinesisk kejsarinna, gift med kejsar Temür khan (r. 1294-1307). Hon fungerade som de facto regent i makens ställe under hans sista regeringsår, då han var sjuk och oförmögen att regera. 

## Biografi
Bulughan var dotter till prins Tuligus, som tjänstgjort hos Kublai Khans far. Bulughan fick titeln kejsarinna 1295, ett år efter makens tronbestigning, och det kejserliga sigillet 1299. Hon beskrivs som en skicklig taktiker med ett lugnt temperament och ska ha utövat ett gott inflytande över politiken genom sin make, som uppenbarligen älskade henne uppriktigt och ofta frågade efter, och följde, hennes råd. 
Under makens sista regeringsår, då han till följd av alkoholism och sjukdom blev oförmögen att regera, gjorde hon det själv med hjälp av storkansler Harghasun, och ska ha visat gott omdöme i sitt val av ministrar. Historiskt har hon fått förtjänsten av det lugn och stabilitet som rådde under denna period. Hennes son utsågs till tronarvinge 1305, men då han avled året därpå uppstod en successionskris. Hon förvisade då den potentiella arvingen, makens brorson prins Ayurbarwada, från hovet i fruktan för att han skulle frånta henne makten då hon blev änka.  
När kejsaren dog 1307, planerade hon att utse sig till interimsregent och sedan utse sin kandidat, prins Ananda, till tronen. Kansler Harghasun förhindrade dock att hon blev regent fram till att Ayurbarwada hann fram till huvudstaden. Han lät utse prins Wuzong till kejsare, avrättade Ananda och förvisade Bulugan till Hebei. Enligt krönikorna var hon en populär regent och allmänheten gav henne sitt tysta stöd när hon störtades, men ingen kom till hennes hjälp. En tid senare anklagades hon för att ha begått äktenskapsbrott med Ananda och avrättades.   